# Kjell Nästén

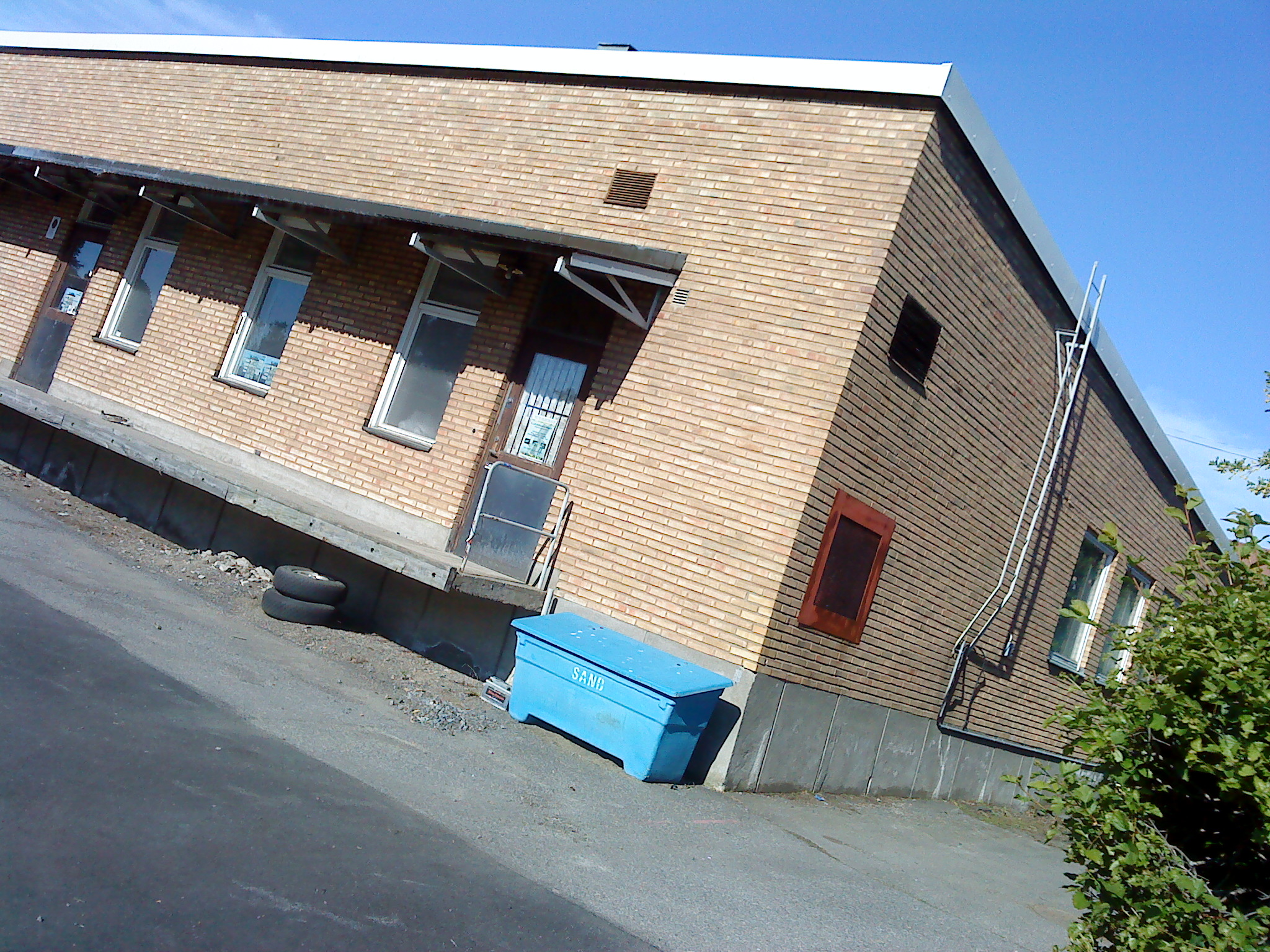
Rumble Road i gamla Konsumbutiken på Norrböle, Skellefteå.

Kjell Ingemar Nästén, född 1951, är en svensk musikproducent och ljudtekniker. Med sin studio Rumble Road och etiketten KN är han sedan mer än 40 år producenten bakom större delen av alla skivor som någonsin givits ut av musikgrupper från Skellefteå, cirka 200 singlar och album.
Bland Nästéns produktion kan nämnas Sahara Hotnights debutalbum C'mon Let's Pretend, liksom Wannadies Hit, The Bear Quartets Cosy Den, Stardogs In Order to Disorder, The Drowners World Record Player och Firesides Fantastic Four.
År 1977 slutade han spela bas i dansbandet Bosses, köpte en fyra kanalers rullbandspelare och byggde sin första studio. Arbetet som ingenjör på Teli behöll han dock några år till. Bland de första uppdragen var Måns Mossas självbetitlade debutalbum från 1979. Sedan 1993 är han producent på heltid.